# 久住駅
久住駅（くずみえき）は、千葉県成田市飯岡（いのおか）にある、東日本旅客鉄道（JR東日本）成田線の駅である。

## 歴史
- 1902年（明治35年）7月1日：成田鉄道（初代）の駅として開設[1]。旅客・貨物取扱[2]。
- 1920年（大正9年）9月1日：成田鉄道が買収され、鉄道省の駅となる[1]。
- 1962年（昭和37年）10月1日：貨物取扱廃止[2]。
- 1970年（昭和45年）
  - 7月1日：荷物扱い廃止[2][3]。無人駅化[4]。
  - 11月20日：集中豪雨により駅構内が冠水[5]。
- 1980年（昭和55年）：現駅舎となる。
- 1987年（昭和62年）4月1日：国鉄分割民営化に伴い、東日本旅客鉄道（JR東日本）の駅となる[1]。
- 2009年（平成21年）3月14日：ICカード「Suica」の利用が可能となる[6]。東京近郊区間に組込まれる[6]。

## 駅構造
相対式ホーム2面2線を有する地上駅。互いのホームは跨線橋で連絡している。
成田統括センター（成田駅）管理の無人駅で、乗車駅証明書発行機、簡易Suica改札機が設置されている。
トイレは男女別水洗式で、駅舎に設置されている。かつては男女共用水洗式で、現駅舎完成当時は男女共用の汲取り式であった。

### のりば
| 番線 | 路線    | 方向 | 行先                     |
| ---- | ------- | ---- | ------------------------ |
| 1    | ■成田線 | 下り | 佐原・銚子・鹿島神宮方面 |
| 2    | ■成田線 | 上り | 成田・千葉・東京方面     |

（出典：JR東日本:駅構内図）
- 2017年12月時点では、駅掲示時刻表のみに番線番号が表記されている。
- 下り線出発側に安全側線が設けられている。上り線出発側に安全側線は無いが、十分な過走余裕距離があるため上下列車の同時進入が可能である。
- ホームは8両編成まで対応する。貨物列車の行違いの為、線路有効長はかなり長い。

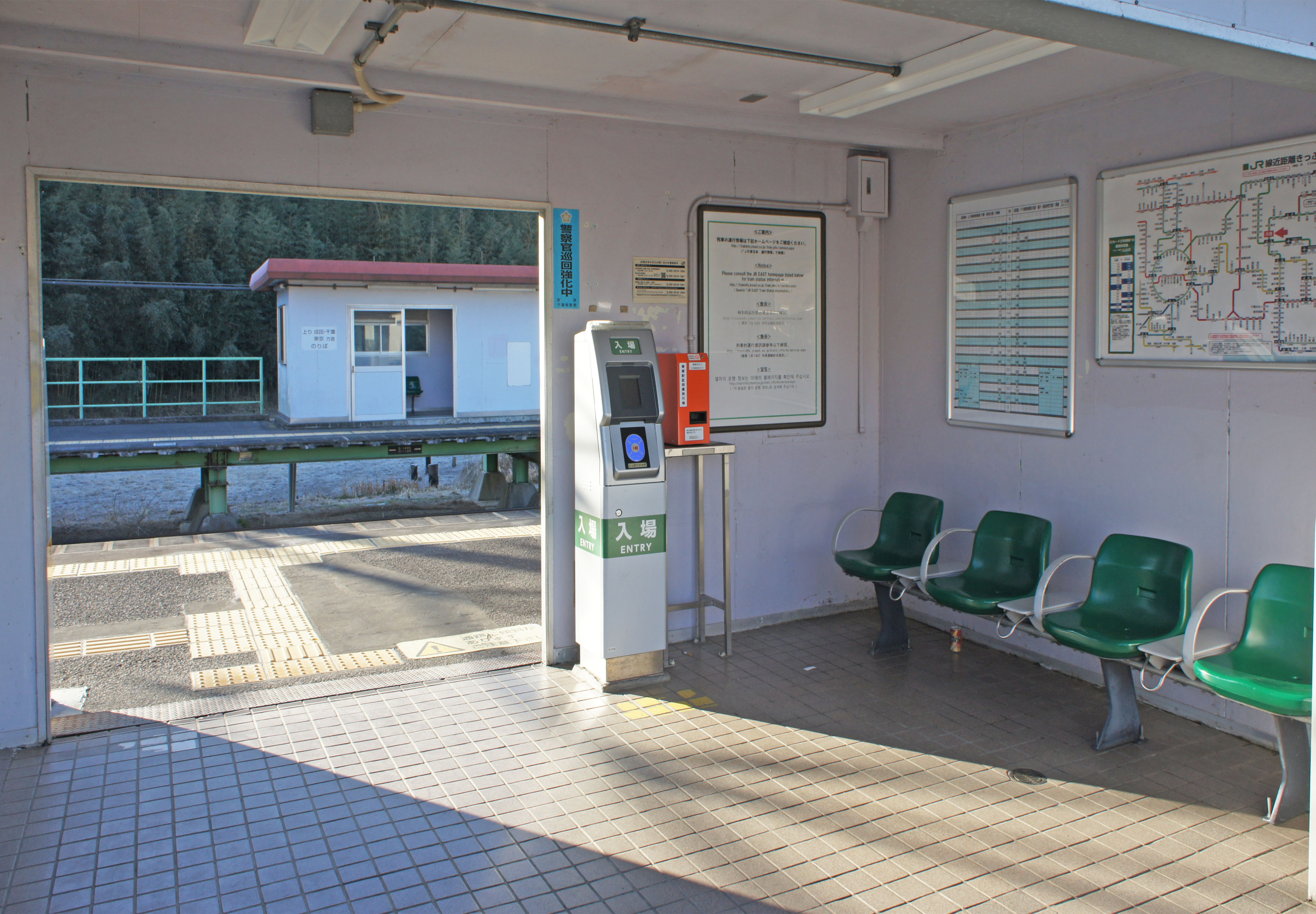
改札口（2022年2月）
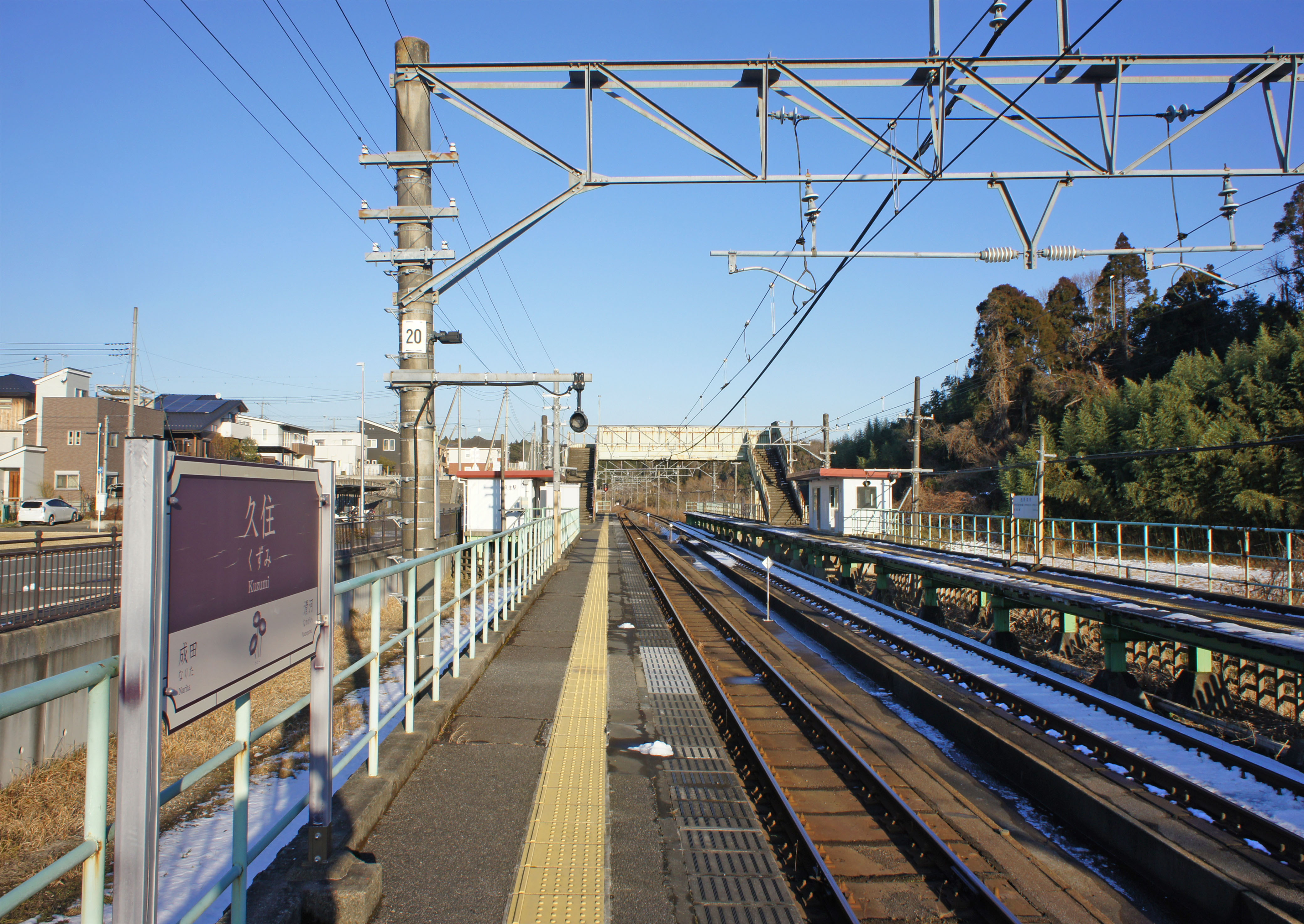
1番線ホーム（2022年1月）
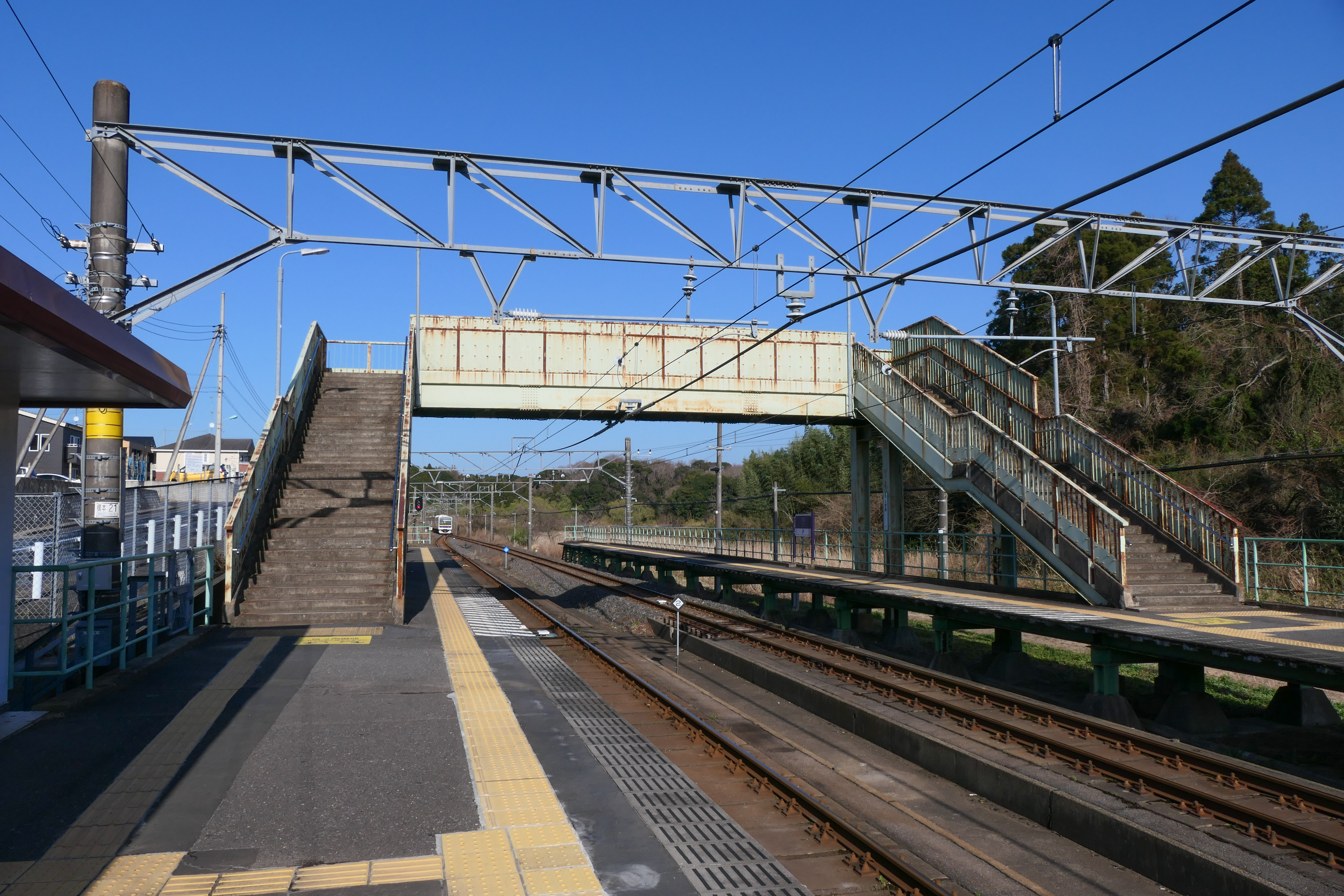
駅構内跨線橋（2021年3月）

## 利用状況
2006年（平成18年）度の1日平均乗車人員は238人である。
千葉県統計年鑑によると、近年の1日平均乗車人員の推移は以下の通り。
| 年度               | 1日平均 乗車人員 | 出典     |
| ------------------ | ---------------- | -------- |
| 1990年（平成02年） | 265              | [ * 1 ]  |
| 1991年（平成03年） | 260              | [ * 2 ]  |
| 1992年（平成04年） | 273              | [ * 3 ]  |
| 1993年（平成05年） | 268              | [ * 4 ]  |
| 1994年（平成06年） | 255              | [ * 5 ]  |
| 1995年（平成07年） | 242              | [ * 6 ]  |
| 1996年（平成08年） | 240              | [ * 7 ]  |
| 1997年（平成09年） | 242              | [ * 8 ]  |
| 1998年（平成10年） | 240              | [ * 9 ]  |
| 1999年（平成11年） | 241              | [ * 10 ] |
| 2000年（平成12年） | 239              | [ * 11 ] |
| 2001年（平成13年） | 237              | [ * 12 ] |
| 2002年（平成14年） | 233              | [ * 13 ] |
| 2003年（平成15年） | 247              | [ * 14 ] |
| 2004年（平成16年） | 244              | [ * 15 ] |
| 2005年（平成17年） | 246              | [ * 16 ] |
| 2006年（平成18年） | 238              | [ * 17 ] |

## 駅周辺

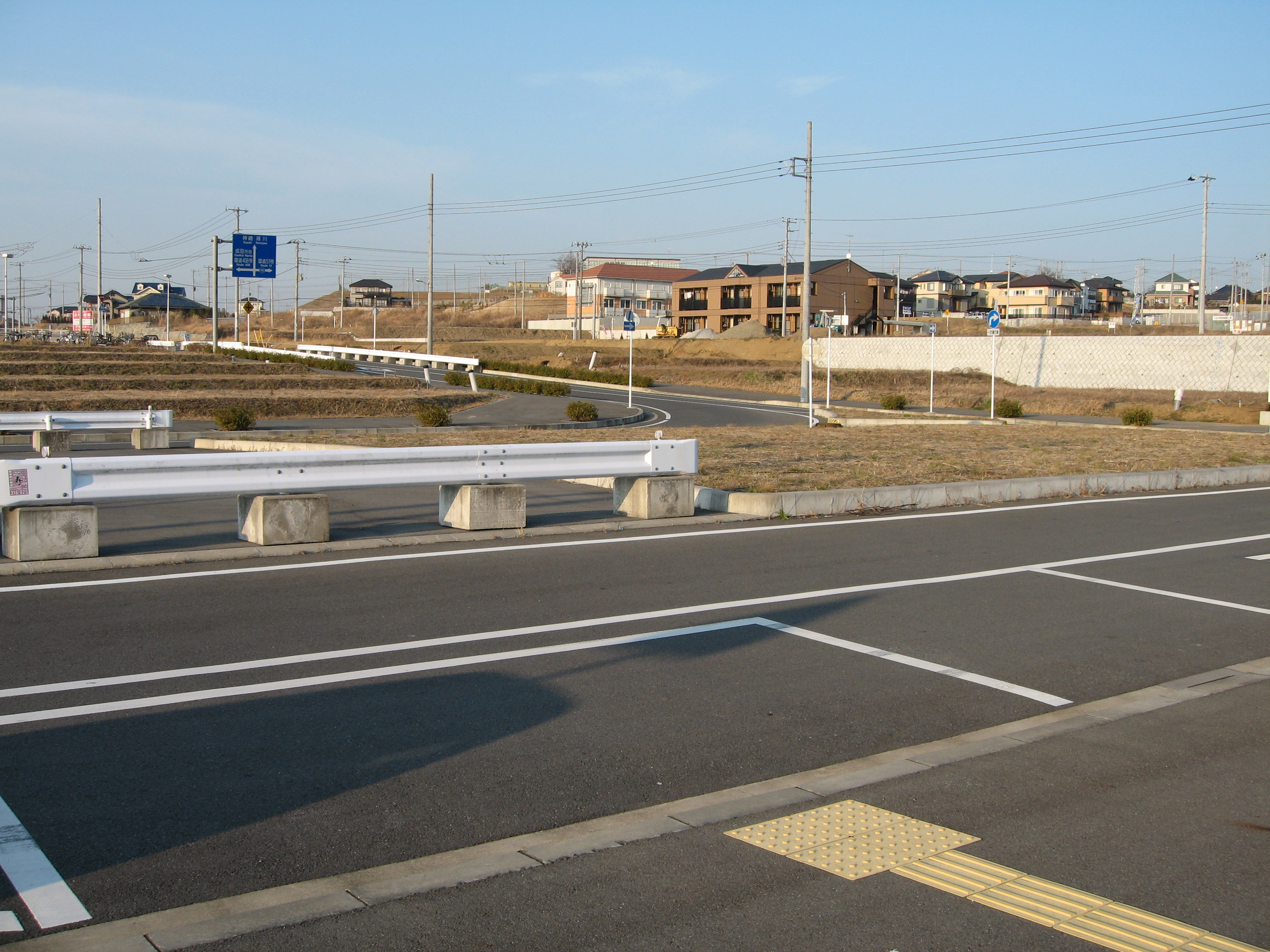
土地区画整理事業中の駅前（2007年1月）

久住駅前は「特定空港周辺航空機騒音対策特別措置法」に基づく「航空機騒音対策基本方針に関する施設整備計画」にて、「土地区画整理事業により居住環境の整備を図るべき地区」として位置付けされており、1993年（平成5年）より「久住駅前特定土地区画整理事業」が行われて、2009年（平成21年）度に事業が終了した。
- 千葉県道115号久住停車場十余三線
- 成田市成田消防署飯岡分署
- 成田市立久住中学校
- 成田市立久住小学校
- わくわく保育園久住園
- 久住郵便局
- JA成田市久住支所
- 成田市シルバー人材センター
- 久住第1スポーツ広場
- 成田市栗山公園
- 久住近隣公園
- 荒海川
- 荒海貝塚
- ヰセキ関東成田営業所
- スカイウェイカントリークラブ
- 白鳳カントリー倶楽部
- はくほうゴルフセンター

## バス路線
「久住駅前」停留所にて、成田市コミュニティバスの路線が発着する。
- 水掛ルート：滑河駅前行 / 保健福祉館行
- 大室・小泉ルート：保健福祉館行 / 成田市役所行

## 隣の駅
東日本旅客鉄道（JR東日本）
■成田線
成田駅 (JO 35) - 久住駅 - 滑河駅

### 記事本文

### 利用状況
1. ↑  千葉県統計年鑑 - 千葉県
2. ↑  成田市統計書 - 成田市

千葉県統計年鑑
1. ↑  千葉県統計年鑑（平成3年）
2. ↑  千葉県統計年鑑（平成4年）
3. ↑  千葉県統計年鑑（平成5年）
4. ↑  千葉県統計年鑑（平成6年）
5. ↑  千葉県統計年鑑（平成7年）
6. ↑  千葉県統計年鑑（平成8年）
7. ↑  千葉県統計年鑑（平成9年）
8. ↑  千葉県統計年鑑（平成10年）
9. ↑  千葉県統計年鑑（平成11年）
10. ↑  千葉県統計年鑑（平成12年）
11. ↑  千葉県統計年鑑（平成13年）
12. ↑  千葉県統計年鑑（平成14年）
13. ↑  千葉県統計年鑑（平成15年）
14. ↑  千葉県統計年鑑（平成16年）
15. ↑  千葉県統計年鑑（平成17年）
16. ↑  千葉県統計年鑑（平成18年）
17. ↑  千葉県統計年鑑（平成19年）